# Tahaddschud
Tahaddschud (arabisch تَهَجُّد, DMG Tahaǧǧud), auch bekannt als Nachtgebet oder Qiyam-u-lail, ist ein freiwilliges Gebet der Anhänger des Islam. Es gehört nicht zu den fünf Pflichtgebeten, die alle Muslime verrichten müssen, obwohl der islamische Prophet Mohammed regelmäßig selbst Tahaddschud verrichtete und seine Gefährten dazu ermutigte. Das Tahaddschud-Gebet wird üblicherweise im letzten Drittel der Nacht verrichtet.

## Hinweise im Koran
Anfangs wurde dieses Gebet von Gott in Sure Al-Muzzammil Vers 2 zur Pflicht gemacht:

„Steh nachts auf (zum Gebet), außer ein bisschen davon“

Nach der Offenbarung von Vers 20 in dieser Sure hat Allah sie jedoch zur Sunnah gewandelt.
In seinem berühmten Werk „Fiqh As-Sunnah“ erklärte Sayyid Sabiq Sheikh das Tahaddschud-Gebet wie folgt:

„Allah swt sagt wie folgt:

„Und in einem Teil der Nacht bete Tahajud als zusätzliche Anbetung für dich, hoffentlich wird dein Herr dich an einen Ort des Lobpreises erheben“

– al-Isra 17:79
Diese Anordnung richtet sich speziell an Mohammed, bezieht sich aber auch auf alle Muslime, da Mohammed für sie in allem ein perfektes Vorbild und Führer ist.
Darüber hinaus erfüllt die regelmäßige Verrichtung des Tahajud-Gebets die Anforderungen, zu den rechtschaffenen Menschen zu gehören und Gottes Gnade und Barmherzigkeit zu empfangen.  Allah lobt diejenigen, die das Nachtgebet verrichten, und sagt:

„Und diejenigen, die die Nacht damit verbringen, sich niederzuwerfen und vor ihrem Herrn zu stehen“

– al-Furqān 25:64“

## Empfohlene Zeit
Tahaddschud bedeutet, nachts aufzustehen und zu beten.
Tahaddschud kann zwischen dem Ischa-Gebet, jedoch bevorzugt nach Mitternacht, und dem obligatorischen Fadschr-Gebet verrichtet werden.